# Pelinopsis bimaculalis
Pelinopsis bimaculalis är en fjärilsart som beskrevs av Shibuya 1928. Pelinopsis bimaculalis ingår i släktet Pelinopsis och familjen Crambidae. Inga underarter finns listade i Catalogue of Life.